# 锡夫赖
锡夫赖（法語：Civray，法語發音：[sivʁɛ]）是法国新阿基坦大区维埃纳省的一个市镇，属于蒙莫里永区。

## 地理
锡夫赖（46°8'53"N, 0°17'43"E）面积8.7 平方千米，位于法国新阿基坦大区维埃纳省，该省份为法国中西部省份，北起曼恩-卢瓦尔省和安德尔-卢瓦尔省，西接德塞夫勒省，南至夏朗德省，东南接上维埃纳省，东临安德尔省。
与锡夫赖接壤的市镇（或旧市镇、城区）包括：热努耶、圣戈当、圣皮埃尔-代克西德伊、萨维涅。

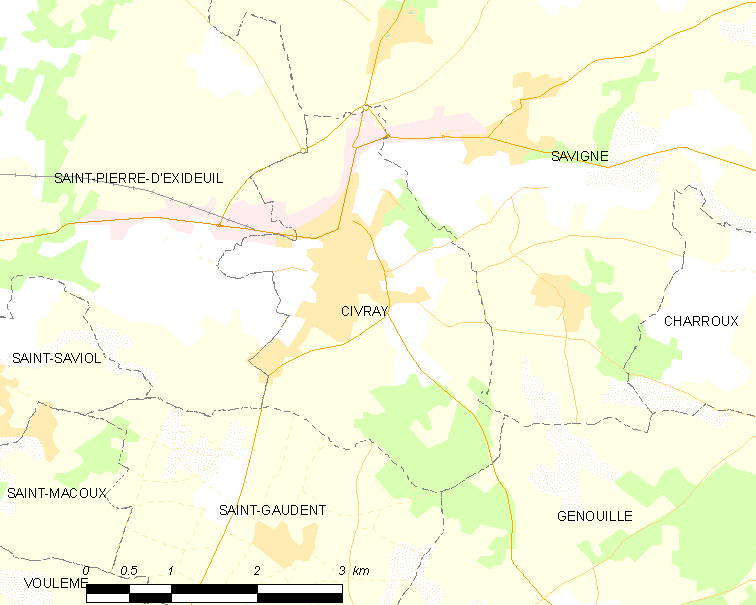
锡夫赖的OSM定位图

锡夫赖的时区为UTC+01:00、UTC+02:00（夏令时）。

## 行政
锡夫赖的邮政编码为86400，INSEE市镇编码为86078。

## 政治
锡夫赖所属的省级选区为锡夫赖县。

## 人口

1962-2008年间锡夫赖人口变化图示

锡夫赖于2022年1月1日时的人口数量为2543人。